# 戈亚斯州圣罗莎
戈亚斯州圣罗莎（葡萄牙語：Santa Rosa de Goiás）是巴西戈亚斯州的一个市镇。总面积170.97平方公里，总人口3227人，人口密度18.9人/平方公里。